# نهر ديلمي
نهر ديلمي (Delme) هو نهر في  ولاية سكسونيا السفلى، ألمانيا. يتدفق في Ochtum شمال شرق دلمنهورست.